# Тетевчицы
Тетевчицы (укр. Тетевчиці) — село в Радеховской городской общине Шептицкого района Львовской области Украины.
Население по переписи 2001 года составляло 1107 человек. Занимает площадь 1,966 км². Почтовый индекс — 80221. Телефонный код — 3255.